# Johann Conrad Klemm (Theologe, 1655)

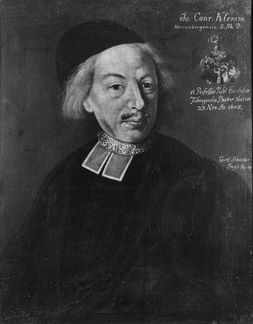
Porträt von 1714 (von Johann Gottfried Schreiber)

Johann Conrad Klemm (* 23. November 1655 in Herrenberg; † 18. Februar 1717 in Tübingen) war ein deutscher, evangelischer Theologe, Geistlicher und Hochschullehrer.

## Leben
Klemm war ein Sohn des Herrenberger Stadtschreibers und Vogts Johann Conrad Klemm. In Herrenberg bekam Klemm seine erste Schulbildung, bevor er 1669 an der Klosterschule Hirsau aufgenommen wurde. 1671 wechselte er an die Klosterschule Bebenhausen und schließlich am 5. September 1671 an die Universität Tübingen. Den Bakkalaureusgrad erhielt er am 20. März 1672, das herzogliche Stipendium im Oktober 1673. Seine Graduierung zum Magister erfolgte am 2. August 1676. Später wurde er zum Dr. theol. promoviert.
Klemm wurde zunächst Unterpräzeptor an der Klosterschule Maulbronn. Anschließend wurde er 1683 Diakon in Metzingen, 1688 an St. Leonhard in Stuttgart. Dort durchlief er verschiedene Stufen des Diakonats. 
1699 erkrankte Klemm schwer und erhielt während dieser Erkrankung im gleichen Jahr den Ruf auf eine Professur für Metaphysik an der Philosophischen Fakultät der Universität Tübingen. Er konnte diese 1700 antreten und wurde zudem Ephorus des Tübinger Stiftes. 1704 wurde er außerordentlicher, dann 1711 ordentlicher Professor der Theologie und Stadtpfarrer in Tübingen. An der Universität war er sowohl Dekan der Philosophischen als auch der Theologischen Fakultät. Zudem war er 1706/1707 und 1712/1713 Rektor der Hochschule. 1715 gab er das Amt des Stadtpfarrers wieder ab.
Klemm galt als ein vielseitig gebildeter Mann, der auch unter anderem in den Bereichen der Musik und Malerei beflissen war, sowie als ein beliebter, unterhaltsamer Gast. Er war um die Zusammenführung der Konfessionen bemüht.

## Werke (Auswahl)
- Disputatio Physico-Philologica De Olea, Reisius, Tübingen 1679.
- In Articulum Augustanae Confessionis: De Justificatione, Band 4, Reisius, Tübingen 1685.
- Natura entis finiti et infiniti, Gräz, Tübingen 1702.
- Disquisitio metaphys. de causa morali, Stuttgart 1702.